# سیسیلیا آر. آراگون
سیسیلیا رودریگز آراگون (به انگلیسی: Cecilia R. Aragon) دانشمند رایانه، پروفسور، نویسنده و قهرمان خلبان هوائی آمریکایی است، که بیشتر به عنوان مخترع (همراه با رایموند سیدل ) ساختار داده تریپ شناخته می‌شود، نوعی درخت جستجوی دودویی که با افزودن یک اولویت و همچنین یک کلید به هر گره، گره‌ها را مرتب می‌کند. او همچنین به دلیل کارش در علم فشرده داده و تجزیه و تحلیل بصری مجموعه داده‌های بسیار بزرگ، که به خاطر آن جایزه معتبر ریاست جمهوری اولیه شغلی برای دانشمندان و مهندسان (PECASE) را دریافت کرد، شناخته شده است.

## تحصیلات
آراگون مدرک کارشناسی علوم در رشته ریاضیات را از مؤسسه فناوری کالیفرنیا در سال ۱۹۸۲، کارشناسی ارشد را از دانشگاه کالیفرنیا، برکلی در سال ۱۹۸۷ و دکترا در رشته علوم رایانه را از همان موسسه در سال ۲۰۰۴ زیر نظر مارتی هرست دریافت کرد.

## حرفه
او استاد گروه طراحی و مهندسی انسان محور در دانشگاه واشینگتن در سیاتل است. علایق تحقیقاتی او در زمینه علم داده‌های انسان محور شامل علوم E، تجسم علمی و اطلاعات، تجزیه و تحلیل بصری، پردازش تصویر، خلاقیت مشارکتی، تجزیه و تحلیل ارتباطات متنی خود به خود، تشخیص عاطفه پویا، و بازی برای همیشه است. پیش از انتصابش در دانشگاه واشینگتن، او به مدت شش سال دانشمند رایانه و دانشمند داده در آزمایشگاه ملی لارنس برکلی و به مدت نه سال در مرکز تحقیقات ایمز ناسا بود و قبل از آن، خلبان نمایش هوایی و آزمایشی، کارآفرین و عضو تیم آکروباتیک ایالات متحده بود.

### جایزه ریاست جمهوری برای پیشرفت‌های اولیه
در ۹ ژوئیه ۲۰۰۹، آراگون جایزه ریاست جمهوری برای پیشرفت‌های اولیه دانشمندان و مهندسان را دریافت کرد، که بالاترین افتخاری است که توسط دولت ایالات متحده به دانشمندان و مهندسان برجسته در مراحل اولیه حرفه تحقیقاتی مستقل آنها اعطا می‌شود.
او به خاطر «تحقیقات بنیادی در مدیریت گردش کار و تجزیه و تحلیل بصری برای تحقیقات علمی داده‌محور، از جمله توسعه الگوریتم تجزیه و تحلیل کانتور فوریه و سان‌فال» مورد تقدیر قرار گرفت.

### حرفه آکروباتیک
آراگون اولین بار در سال ۱۹۹۱ به تیم آکروباتیک ایالات متحده راه یافت. او رکورد کوتاه‌ترین زمان از اولین پرواز انفرادی در هواپیما تا عضویت در تیم ایالات متحده (کمتر از شش سال) را در اختیار دارد، و همچنین اولین لاتین تباری بود که به عضویت تیم درآمد.
او که از سال ۱۹۹۱ تا ۱۹۹۴ عضو تیم بود، در مسابقات قهرمانی ملی آکروباتیک ایالات متحده در سال ۱۹۹۳ و مسابقات قهرمانی آکروباتیک جهان در سال ۱۹۹۴ مدال برنز کسب کرد. او همچنین بیش از ۷۰ جام در مسابقات آکروباتیک منطقه‌ای در سطح نامحدود کسب کرده و در سال ۱۹۹۰ قهرمان آکروباتیک نامحدود ایالت کالیفرنیا شد. آراگون همچنین از سال ۱۹۹۰ به صورت حرفه‌ای در نمایش‌های هوایی (به غیر از مسابقات آکروباتیک) پرواز کرده است.
آراگون از سال ۱۹۸۷ مربی پرواز بوده است. در سال ۱۹۸۹، او یکی از اولین مدارس پرواز آکروباتیک و پرواز با چرخ‌های عقب را در شمال کالیفرنیا تأسیس کرد.
آراگون به توسعه‌ی «آموزش غیرمعمول بازیابی نگرش» کمک کرد، که در آن به دانشجویان پرواز آموزش داده می‌شود که چگونه بر موقعیت‌های اضطراری در پرواز مسلط شوند. بین سال‌های ۱۹۸۷ تا ۲۰۰۸، او مربی پرواز در فرودگاه‌های اوکلند، لیورمور و تریسی بود و بیش از ۲۴۰۰ ساعت آموزش پرواز و بیش از ۳۰۰۰ ساعت آموزش زمینی ارائه داد.

### زندگی‌نامه
در سپتامبر ۲۰۲۰ خاطرات آراگون با عنوان «پرواز آزاد» توسط انتشارات بلک‌استون منتشر شد. زندگی نامه او در فهرست کتاب‌های مجله میس در سپتامبر ۲۰۲۰ قرار گرفت. کتاب او برنده جایزه نانسی پرل در سال ۲۰۲۱ شد.